# Новы-Двур (Сокульский повет)
Новы-Двур (пол. Nowy Dwór) — деревня в Польше, входит в Подляское воеводство, Сокульский повят. Административный центр гмины Новы-Двур. Находится примерно в 25 км к северу от города Сокулка. По оценке 2015 года, в деревне проживал примерно 581 человек.

## История
Известен с XVI века. В 1578 году получил статус города. В 1897 году Новый Двор являлся заштатным городом Сокольского уезда Гродненской губернии Российской империи. В нём проживало 1300 жителей, в том числе белорусы — 57,8 %, евреи — 37,7 %, русские — 2,4 %, поляки — 1,9 %. В 1934 году Новы-Двур утратил статус города и стал деревней.

## Галерея

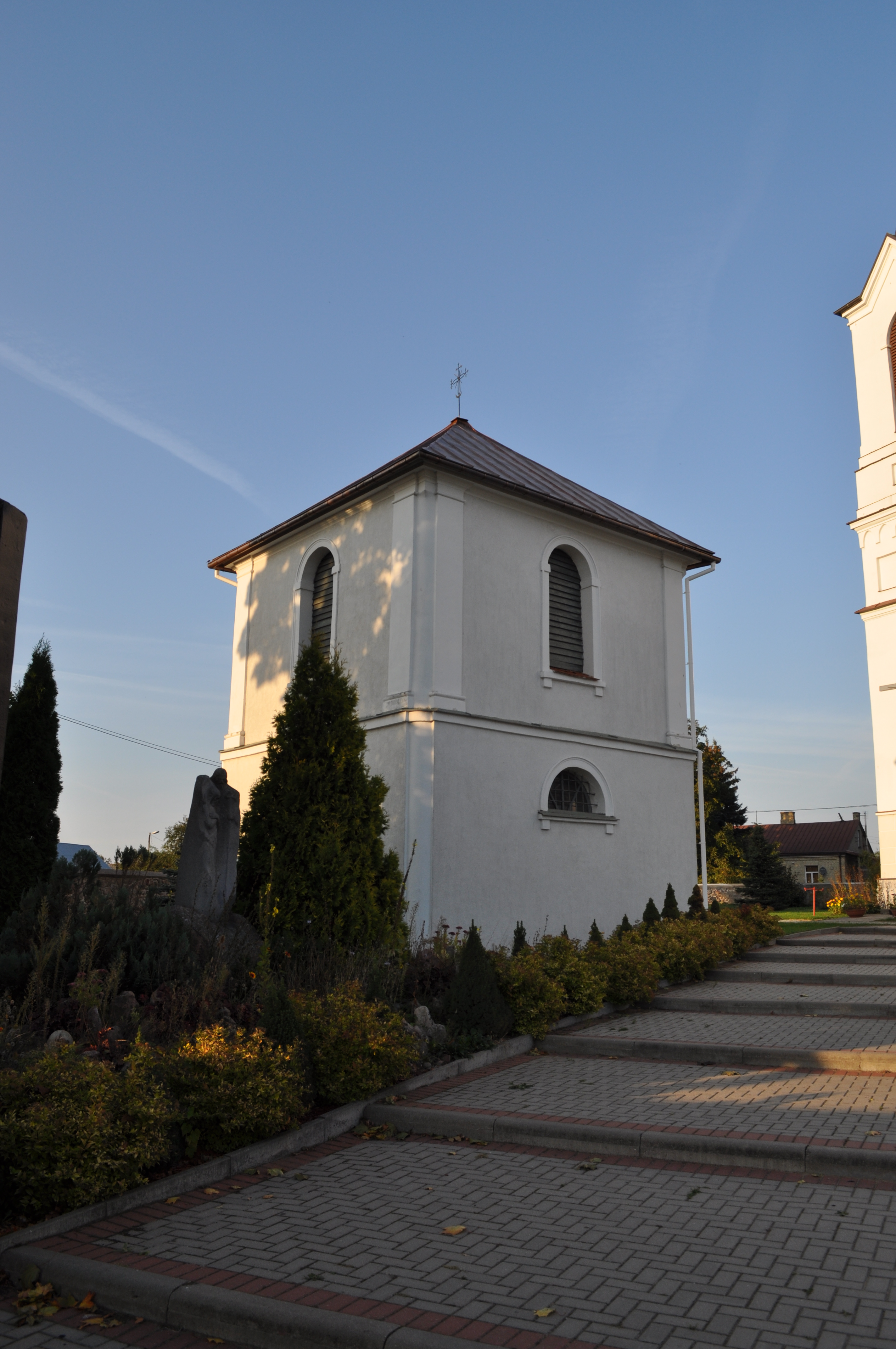
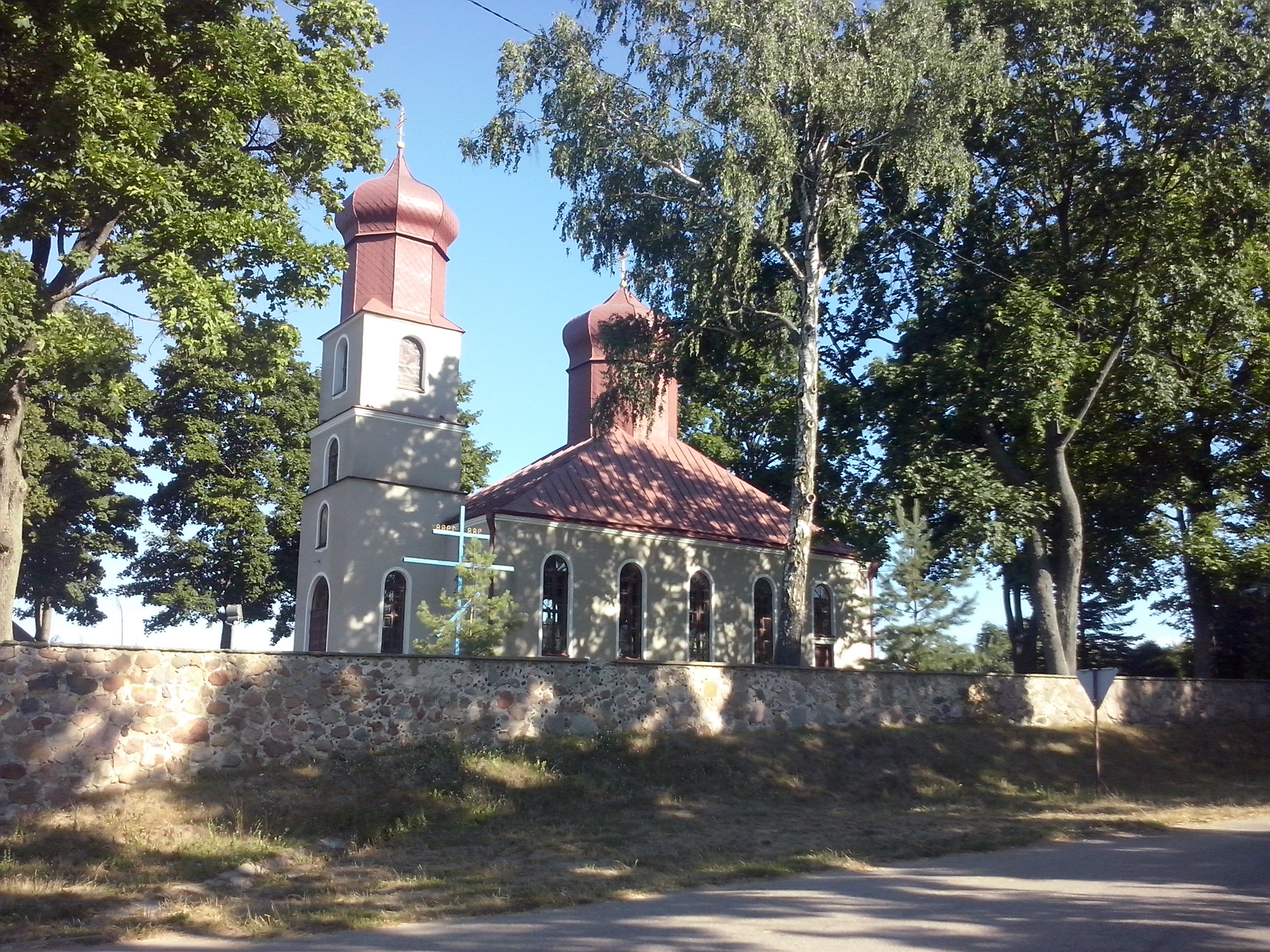
Православный храм и кладбище
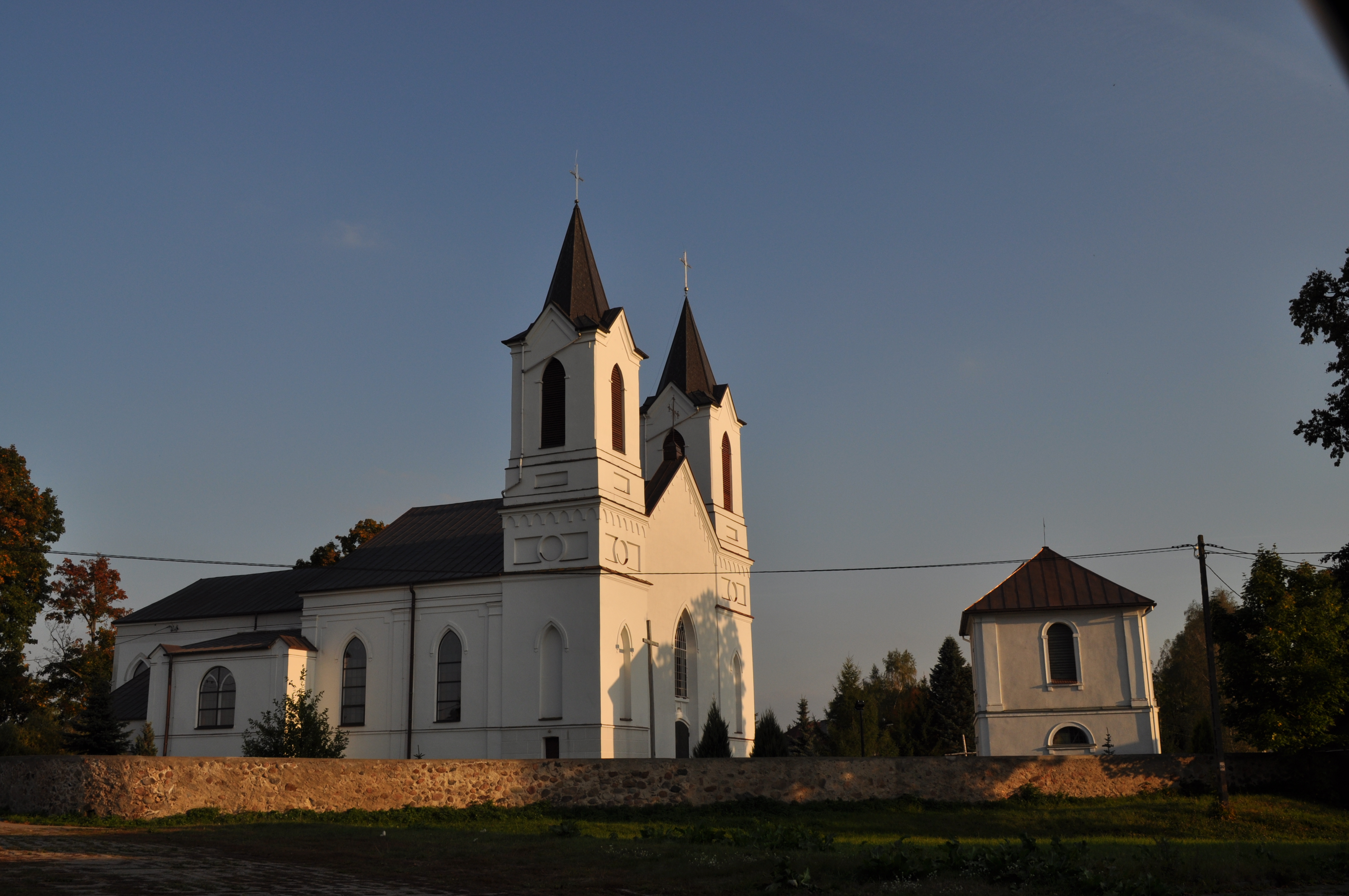
Костёл
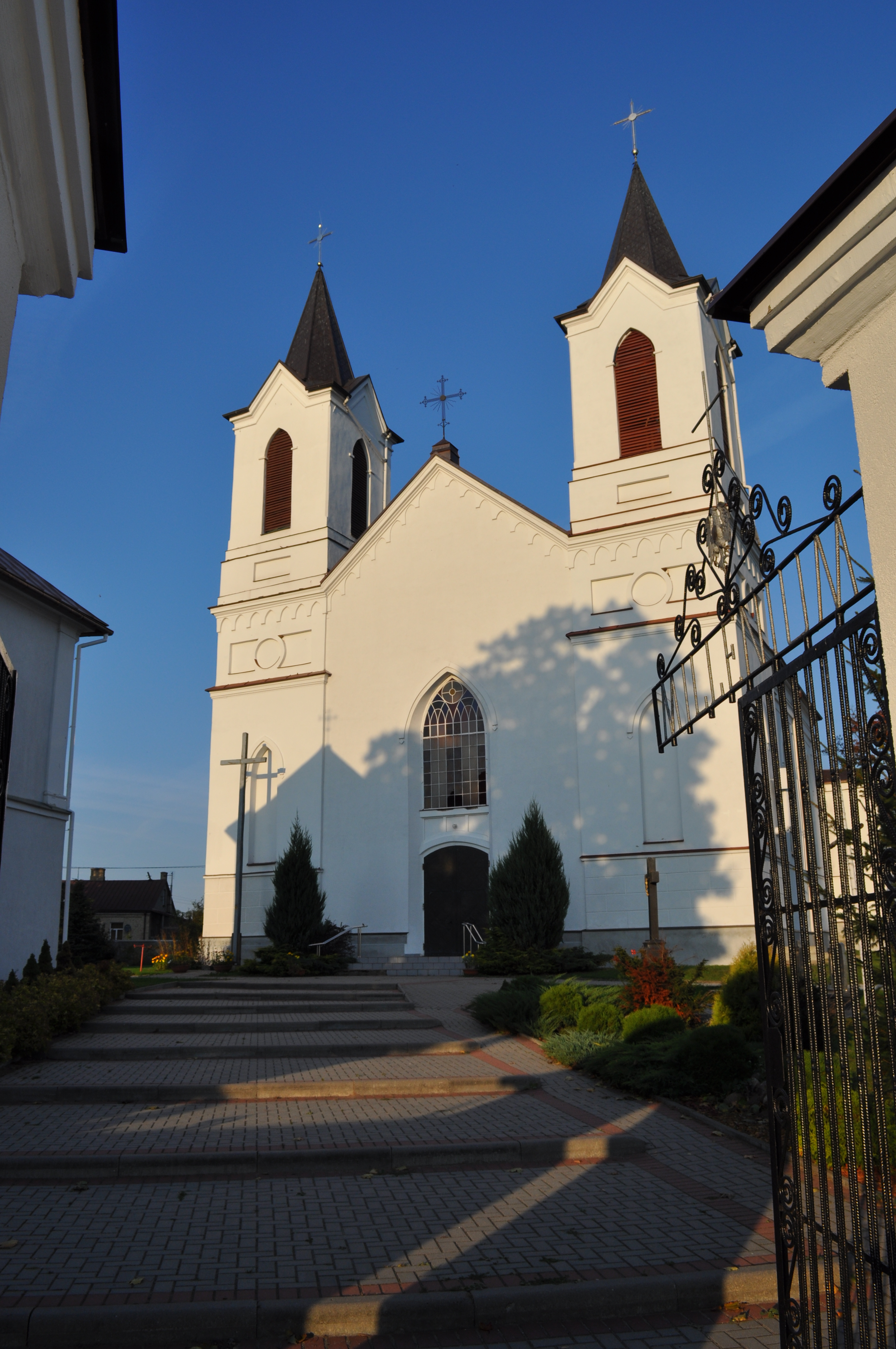
Костёл
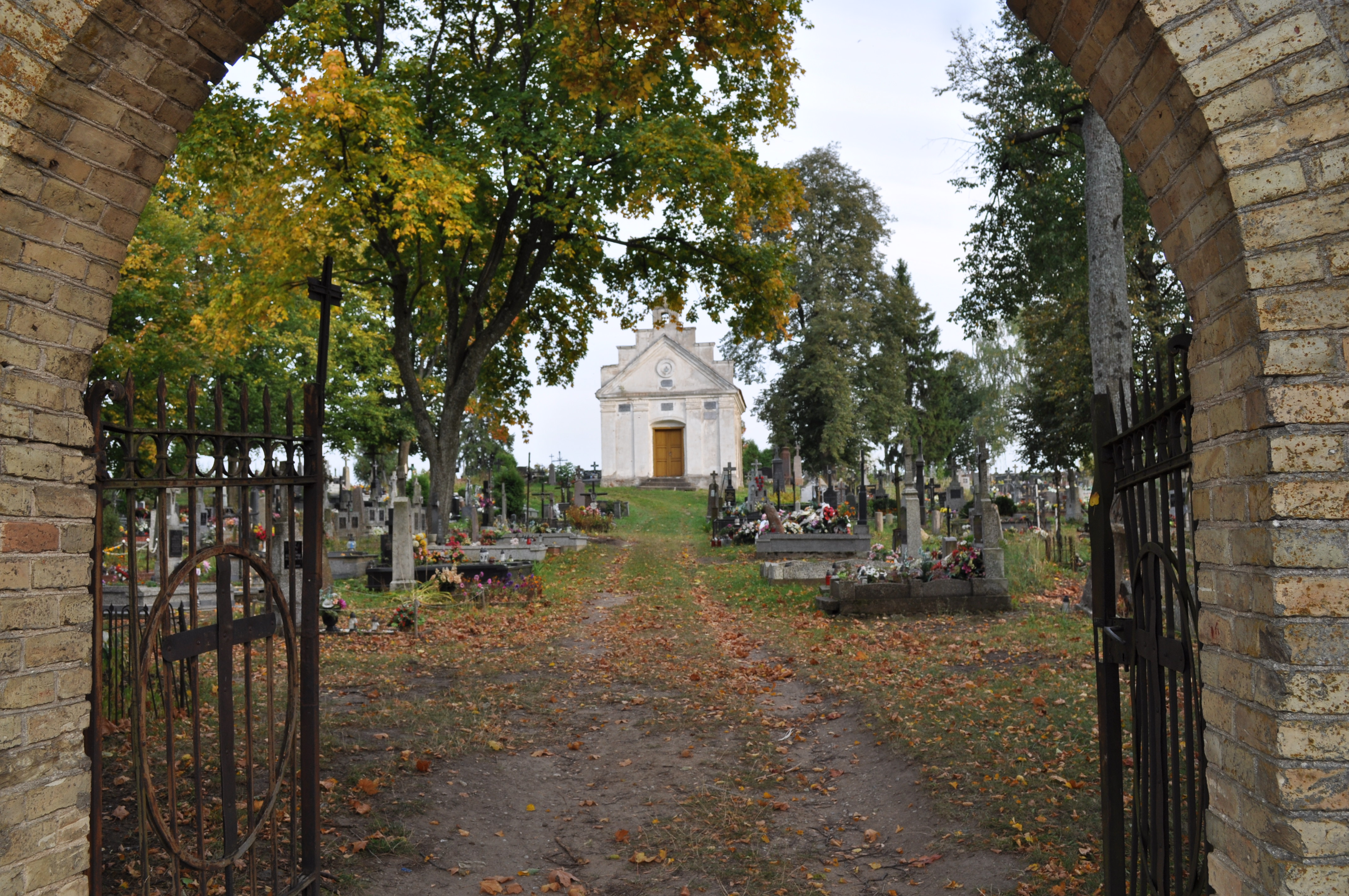
Католическое кладбище